# Tidsresenärens hustru
Tidsresenärens hustru (The Time Traveler's Wife) är en roman av Audrey Niffenegger som sålt över fem miljoner exemplar, översatts till 33 språk, filmatiserats och gjorts som en HBO-serie. Romanen har översatts till svenska av Sven Christer Swahn. Filmen från 2009 har Eric Bana och Rachel McAdams i huvudrollerna.